# Tap In
"Tap In" é uma canção da rapper americana Saweetie, lançada em 17 de junho de 2020, como o single principal de seu próximo álbum de estúdio de estreia, Pretty Bitch Music. A música contém amostra do single de 2006, "Blow the Whistle", do rapper Too Short, produzido por Lil Jon. Too Short fornece a introdução de "Tap In". Produzida e co-escrita por Dr. Luke, ele marcou a segunda música de Saweetie nas paradas da Billboard Hot 100 dos EUA.

## Fundo
"Tap In" marca o primeiro lançamento de Saweetie sem um recurso desde "My Type" de 2019; ela explicou que precisava se concentrar em seu desenvolvimento artístico porque era algo com o qual ela lutava. Saweetie afirmou que Too Short é um de seus rappers favoritos, e ela estava preocupada que ele não gostasse da música, no entanto, ela teve sua aprovação para a amostra. Com os dois artistas sendo da Bay Area da Califórnia, Saweetie explicou: "Se você ouve hip-hop da Bay Area, é muito maneiro. Não é necessariamente uma piada, mas como uma maneira improvisada de descrever o que está acontecendo conosco ou como nos sentimos. É super coloquial e muito identificável". A canção foi apresentada pela primeira vez no Instagram de Saweetie, e estreou dois dias depois no Beats 1 Radio da Apple Music com Zane Lowe.
Saweetie se tornou conhecida por samples de faixas clássicas de hip hop; ela também experimentou "My Neck, My Back" de Khia em seu single de estreia "Icy Girl". Ela explicou seu uso frequente de samples: "Minha especialidade é ter um ouvido para uma batida que soaria bem se eu o invertesse ou se fizesse uma amostra. O hip-hop é baseado em samples".
"Tap In" deu continuidade ao ressurgimento do produtor Dr. Luke, cuja carreira foi paralisada depois que a cantora Kesha o acusou de agressão sexual. No início de 2020, ele produziu o single número um de Doja Cat nos Estados Unidos, "Say So". Ele também trabalhou com Kim Petras e produziu o single top 10  "Wishing Well " do Juice Wrld.

## Composição
"Tap In" inverte a batida e os sons de apito característicos de "Blow the Whistle", com Too Short entregando a introdução: "Nunca pare se você quer estar no topo, vadia". Em uma batida animada e baixo e percussão "funky", Saweetie canta sobre sua riqueza, dança e suas características físicas.

## Recepção critica
Aaron Williams da Uproxx chamou a música de "bop enérgico e pronto para festas" e disse que Saweetie soa rejuvenescida na música. Em uma revisão positiva, HotNewHipHop ' Mitch Findlay declarou: 'Tomando o ritmo contagiante do baixo, Saweetie divide-os com um fluxo liso, revelando muita personalidade como ela desliza em esquemas novos e cada vez mais divertidos esquemas de rimas', e concluiu que "sua confiança e energia contagiante" são aparentemente ilimitadas. Travis Grier, da Def Pen, disse que a música destaca as qualidades de Saweetie "direto do início" e observou que ela não tem nenhuma confiança "em qualquer capacidade". A Vibe chamou de "uma nova versão de um velho clássico". Por outro lado, Earmilk ' Hayley Tharp questionou se Saweetie confia 'em batidas já estabelecidas a ressoar com os ouvintes, ou este poderia ser uma tática cuidadosa para construir sua marca?' Tharpe disse ainda que os versos de Saweetie na música "deixam muito a desejar" e "embora o refrão seja memorável, a repetitividade compõe a maior parte da música. A brevidade desta faixa reflete seus singles anteriores fazendo rap sobre homens ricos, uma cintura fina e uma bunda grande".

## Vídeo de música
O vídeo oficial da música foi lançado junto com a música, em 17 de junho de 2020. Saweetie observou "Tem coreografia, os looks são malucos. Meu glamour é realmente fofo" e disse que sua imagem no vídeo é como ela se vestia no colégio; calças largas e uma camiseta larga. Ela ostenta unhas vermelhas como garras, cabelo comprido e brincos de bambu no visual, que apresenta coreografia de dança de alta energia em uma quadra de basquete gelada.

## Remix
Um remix com o rapper e cantor americano Post Malone e os rappers americanos DaBaby e Jack Harlow foi lançado em 28 de agosto de 2020. Foi mostrado por Saweetie em suas redes sociais dez dias antes, em 18 de agosto, no qual havia um artista em destaque para os fãs adivinharem, que era Post Malone.

## Faixas e formatos
| Download digital & streaming |          |         |  |
| N.º                          | Título   | Duração |  |
| 1.                           | "Tap In" | 2:19    |  |

| Download digital & streaming - Remix |                                                  |         |  |
| N.º                                  | Título                                           | Duração |  |
| 1.                                   | "Tap In" (com Post Malone, DaBaby e Jack Harlow) | 4:13    |  |

## Prêmios e indicações
| Ano  | Organização            | Prêmio          | Resultado | Ref.   |
| ---- | ---------------------- | --------------- | --------- | ------ |
| 2020 | MTV Video Music Awards | Canção de Verão | Indicado  | [ 16 ] |

## Desempenho nas tabelas musicais
| País — Tabela musical (2020-21)                    | Melhor posição |
| -------------------------------------------------- | -------------- |
| Austrália (ARIA)                                   | 37             |
| Bélgica (Ultratop 50 de Flandres)                  | 31             |
| Billboard Global 200                               | 42             |
| Canadá (Canadian Hot 100)                          | 46             |
| Estados Unidos (Billboard Hot 100)                 | 20             |
| Estados Unidos (Billboard - Hot R&B/Hip-Hop Songs) | 9              |
| Estados Unidos (Billboard - Mainstream Top 40)     | 28             |
| Estados Unidos (Billboard - Rhythmic)              | 2              |
| Estados Unidos (Rolling Stone Top 100              | 17             |
| Irlanda (Irish Recorded Music Association)         | 35             |
| Nova Zelândia (Recorded Music NZ)                  | 38             |
| Portugal (AFP)                                     | 170            |
| Reino Unido (OCC - UK Singles Chart)               | 38             |
| Roménia (Airplay 100)                              | 93             |
| Suécia (Sweden Heatseeker - (Sverigetopplistan)    | 13             |

| País — Tabela musical (2020)                       | Melhor posição |
| -------------------------------------------------- | -------------- |
| Estados Unidos (Billboard - Hot R&B/Hip-Hop Songs) | 53             |
| Estados Unidos (Billboard - Rhythmic)              | 17             |

| País (Empresa)        | Certificação |
| --------------------- | ------------ |
| Estados Unidos (RIAA) | Platina      |